# ساسوبک
| I4 | G39 | Z1 |

| I4 | G39 | Z1 |

ساسوبک (انگلیسی: Sasobek) یک وزیر مصر باستان بود که در اواخر دورهٔ دودمان بیست و پنجم مصر تا اوایل دودمان بیست و ششم مصر در دوران پادشاهی فرعون پسامتیک یکم فعالیت می‌کرد او به عنوان وزیر شمالی در شهر سائیس در مصر سفلی اقامت داشت و وظایف حکومتی خود را از آنجا انجام می‌داد.
ساسوبک از طریق تابوت سنگی لای‌سنگ خود که اکنون در موزه بریتانیا (ئی‌ای ۱۷) نگهداری می‌شود، شناخته شده است. همچنین مجسمه‌ای از پسر او، هورودجا، که به صورت زانو زده از سنگ گراوواک ساخته شده، در موزه هنر والترز در بالتیمور (۲۲٫۷۹) موجود است.